# Himmelwitz

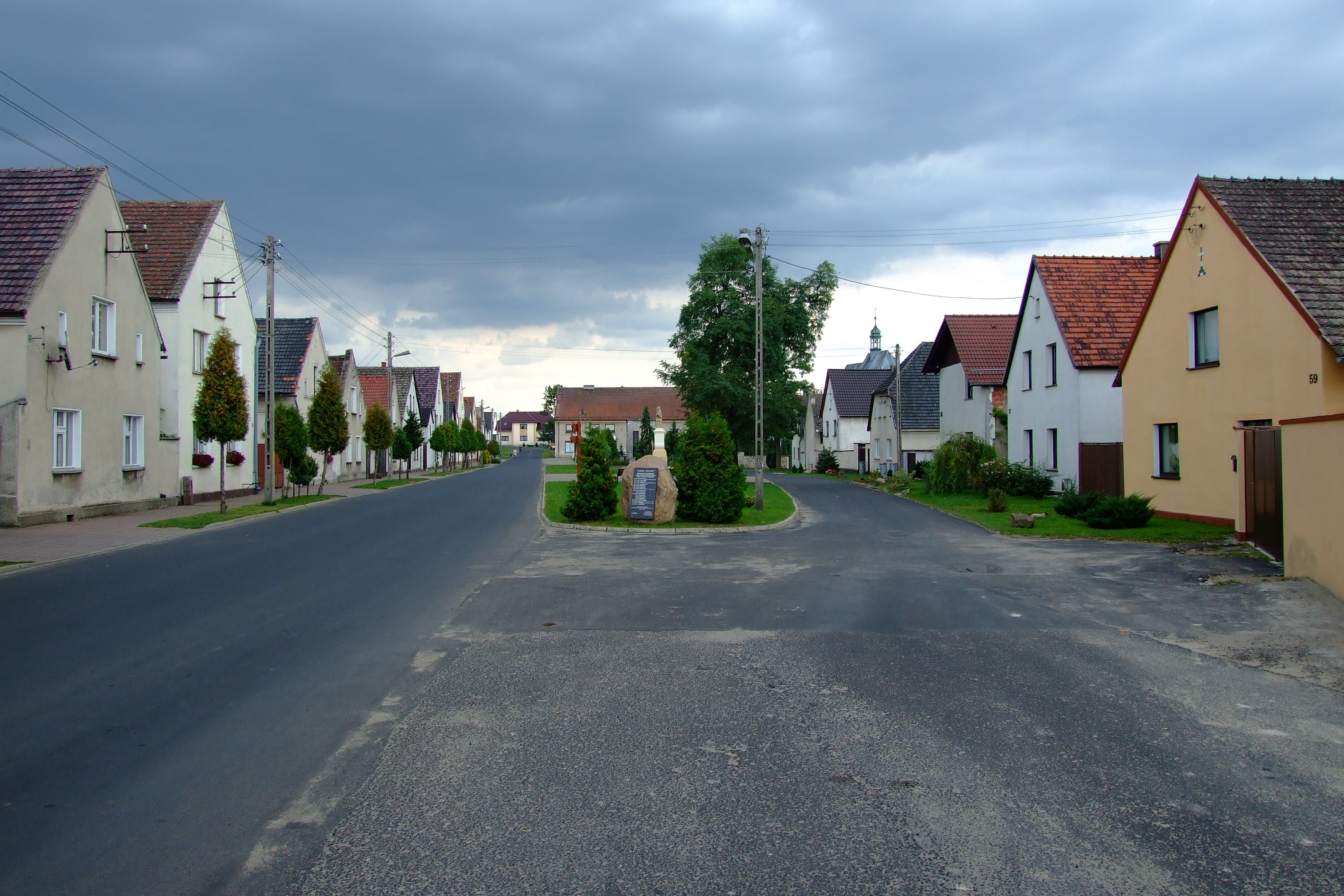
Ortsmitte von Himmelwitz

Himmelwitz, polnisch Jemielnica, (1945–1947: Imielnica; ab 30. März 1947 Jemielnica; schlesisch Imielnica oder Iymylnica) ist ein Dorf und Hauptort der Landgemeinde Himmelwitz im Powiat Strzelecki der Woiwodschaft Oppeln.
Seit dem Jahr 2006 ist die Gemeinde offiziell zweisprachig (polnisch und deutsch).

## Geografie

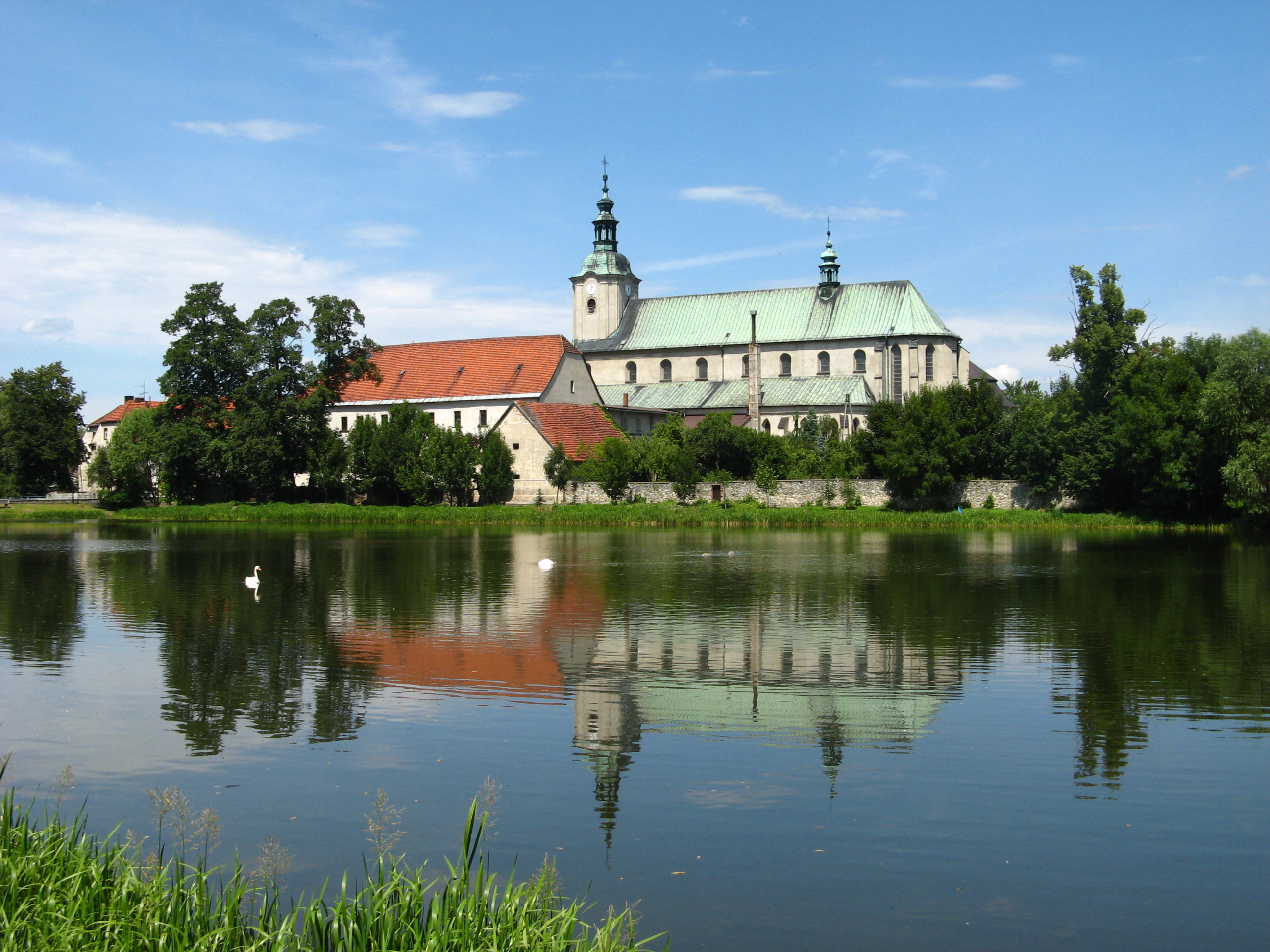
Ehemalige Klosterkirche mit Prälatur

Himmelwitz liegt sieben Kilometer nordöstlich von Groß Strehlitz, 41 Kilometer südöstlich von Oppeln und 47 Kilometer nordwestlich von Gleiwitz.
Nachbargemeinden sind Colonnowska, Groß Strehlitz, Wielowieś und Zawadzkie.

## Ortsgliederung
Das Dorf Himmelwitz besteht aus folgenden Ortsteilen:
- Jemielnica-Wiejska (Himmelwitz-Dorf)
- Gajdowe (Gaidowe)
- Zawodzie (Zawodzie)
- Nowa Kolonia (Neue Kolonie)
- Stara Kolonia (Alte Kolonie)
- Borek (Borek)
- Nowe Osiedle (Neu Siedel)

## Geschichte
Das zum Herzogtum Oppeln gehörende „Gemelnici“ wurde erstmals am 29. November 1225 urkundlich erwähnt, als es nach Deutschem Recht ausgesetzt wurde. Im Jahr 1280 gründete der Oppelner Herzog Boleslaus I. das Zisterzienserkloster Himmelwitz, das mit Mönchen aus dem Kloster Rauden besiedelt wurde. Für das Jahr 1285 ist die Allerheiligen-Kirche belegt, die bis 1810 als Pfarrkirche diente.
Nach dem Tode des Herzogs Boleslaus I. im Jahr 1313 gelangte Himmelwitz an dessen jüngsten Sohn Albert, der das Herzogtum Strehlitz begründete. Wie seine beiden älteren Brüder begab sich Herzog Albert 1327 unter die böhmische Lehenshoheit, die 1335 mit dem Vertrag von Trentschin vom polnischen König anerkannt wurde. Nach dem Tod des Herzogs Albert, der (nach 1366 und vor 1375) ohne männliche Nachkommen verstarb, endete die direkte Linie der Herzöge von Strehlitz. Dadurch fiel Himmelwitz an dessen Neffen Bolko III. von Oppeln. Dieses fiel nach dem Tode des kinderlosen Herzogs Johann 1532 durch Heimfall an die Krone Böhmen zurück, die 1526 an die Habsburger gelangte.
Nach dem Ersten Schlesischen Krieg 1742 fiel Himmelwitz zusammen mit dem größten Teil Schlesiens an Preußen. Mit der um 1750 eröffneten klösterlichen Lateinschule erhielten deren Schüler Zugang zu höherer Bildung. 1810 wurde das Kloster durch die preußische Staatsregierung im Rahmen der Säkularisation aufgehoben. Die bis dahin als Pfarrkirche dienende Allerheiligenkirche wurde zur Begräbnis- und Friedhofskirche und die Klosterkirche Mariä Himmelfahrt als Pfarrkirche für Himmelwitz bestimmt.
Zum 1. Januar 1818 wurde Himmelwitz dem neu gebildeten Landkreis Groß Strehlitz eingegliedert, mit dem es bis 1945 verbunden blieb. Im Jahr 1826 wurde das ehemalige Klostergut an den Grafen Andreas Maria von Renard auf Groß Strehlitz verkauft. Ab 1874 gehörte Himmelwitz zum Amtsbezirk Groß Strehlitz-Land.
Bei der Volksabstimmung in Oberschlesien am 20. März 1921 wurden in Himmelwitz 240 Stimmen für einen Verbleib bei Deutschland und 749 für Polen abgegeben. Im Gutsbezirk waren 23 Stimmen für Deutschland und 39 für Polen. Als Teil des Stimmkreises Groß Strehlitz verblieb Himmelwitz aber bei Deutschland. Im Januar 1945 wurde es von der Roten Armee besetzt, worauf am 21. April 1945 die provisorische polnische Verwaltung den Ortsnamen Imielnica einführte.
Als Folge des Zweiten Weltkriegs fiel Himmelwitz 1945 mit dem größten Teil Schlesiens an Polen. Die deutschen Einwohner wurden, soweit sie nicht schon vorher geflohen waren, vertrieben. Die neu angesiedelten Bewohner waren teilweise Zwangsumgesiedelte aus Ostpolen, das an die Sowjetunion gefallen war. Nachfolgend wurde Imielnica der Woiwodschaft Schlesien angeschlossen und am 30. März 1947 in Jemielnica umbenannt. 1950 wurde es in die Woiwodschaft Oppeln eingegliedert.
Am 28. August 2006 wurde in der Gemeinde Deutsch als zweite Amtssprache und am 14. November 2008 deutsche Ortsnamen eingeführt. Im Oktober 2010 wurden in der Gemeinde Himmelwitz die zweisprachigen Ortstafeln aufgestellt.

## Sehenswürdigkeiten
Unter Denkmalschutz stehen:
- Räumliche Anordnung des Dorfes

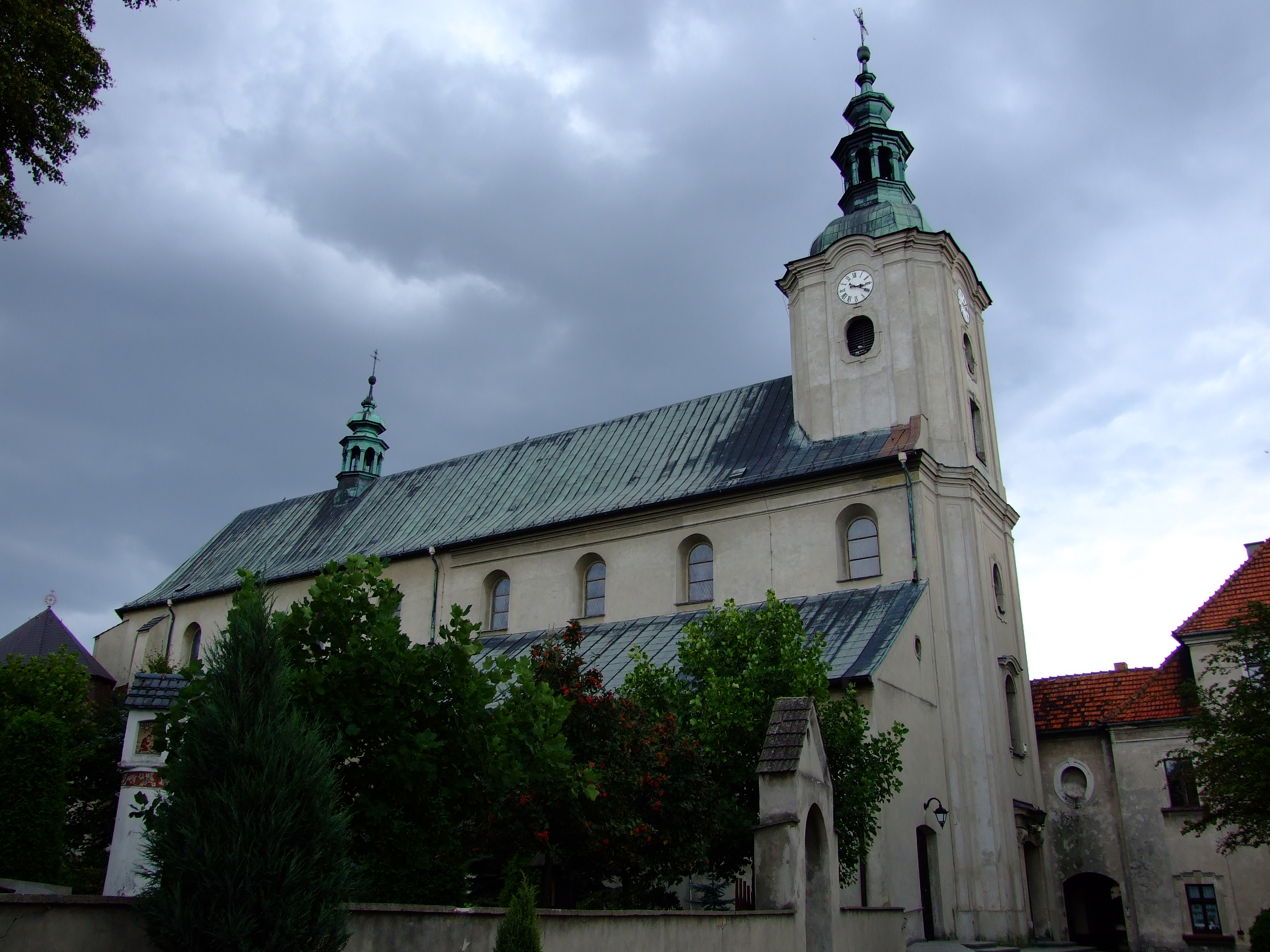
Pfarrkirche Mariä Himmelfahrt

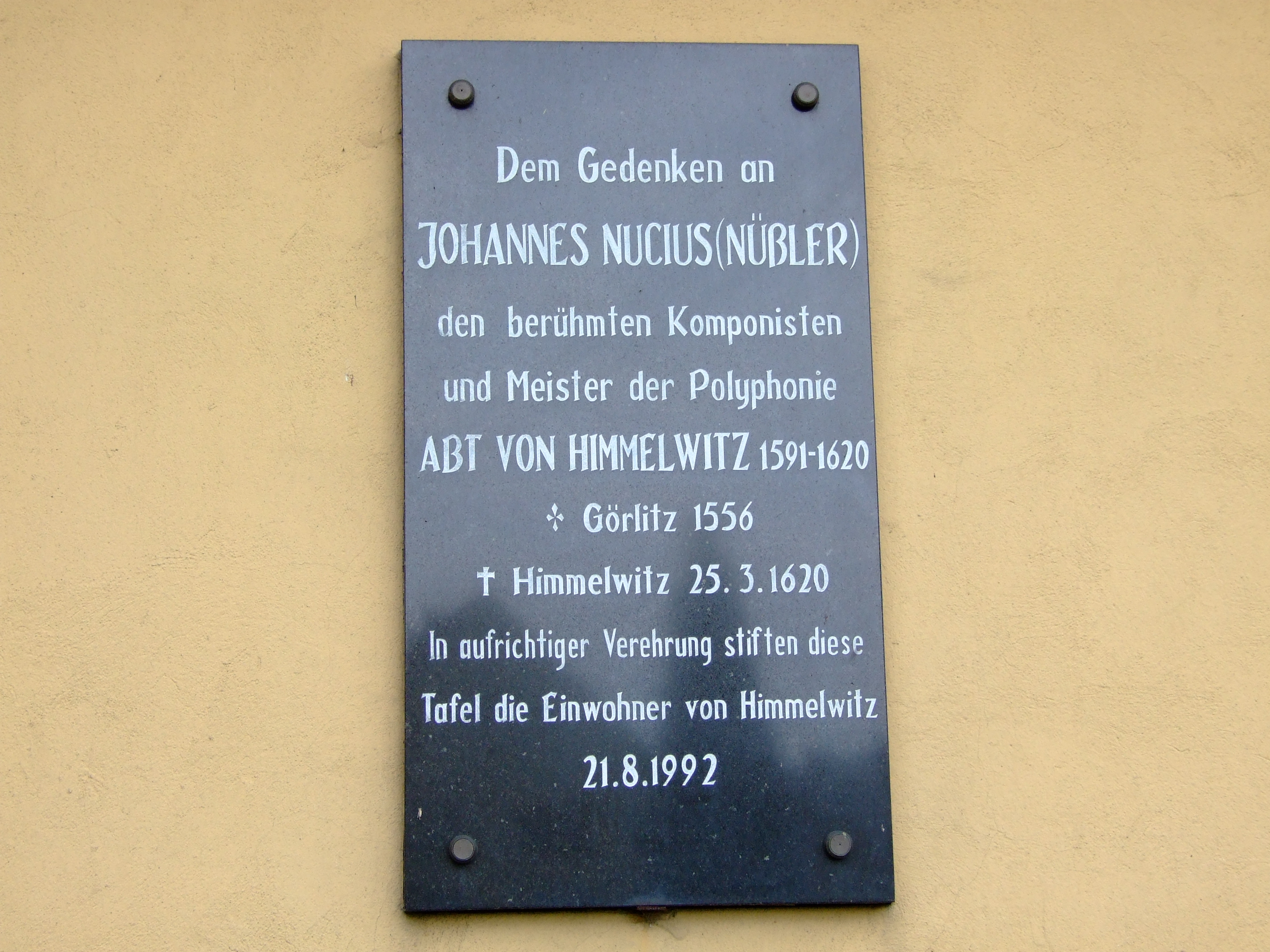
Gedenktafel für Abt Johannes Nucius

- Die Gesamtanlage des früheren Zisterzienserklosters und zwar:
- Pfarrkirche Mariä-Himmelfahrt (Kościół Wniebowzięcia NMP) entstand als Klosterkirche zusammen mit den Klosterbauten Ende des 13. Jahrhunderts. Im 18. Jahrhundert wurde sie barockisiert. Den Hauptaltar schuf 1734 der aus Schwaben stammende Bildhauer Michael Kössler. Nach der Säkularisation des Klosters 1810 wurde die Klosterkirche zur Pfarrkirche umgewidmet.
- Klostergebäude (jetzt Pfarrhaus) von 1733
- Kapelle an der Grenzmauer, aus dem 18. Jahrhundert
- Grenzmauer mit zwei Toren, aus dem 18. Jahrhundert
- Haus mit Getreidespeicher aus dem 18./19. Jahrhundert
- Mühle aus dem Jahr 1834
- zwei Brücken über den Fluss aus dem 18. Jahrhundert
- Die ehemalige Pfarrkirche Allerheiligen dient seit 1810 als Begräbnis- und Friedhofskirche. Sie wurde 1285 erstmals erwähnt und bestand damals aus Holz. 1477 wurde sie im Stil der Spätgotik aus Stein errichtet. Sie enthält gut erhaltene Fresken sowie eine Innenausstattung aus dem 17. Jahrhundert.[6]
- Grab der polnischen schlesischen Aufständischen auf dem katholischen Friedhof
- Denkmal auf dem Massengrab der Soldaten der Grande Armée, 1921 während der Volksabstimmung von französischen Alpenschützen erbaut, dann zerstört, dann wieder aufgebaut.

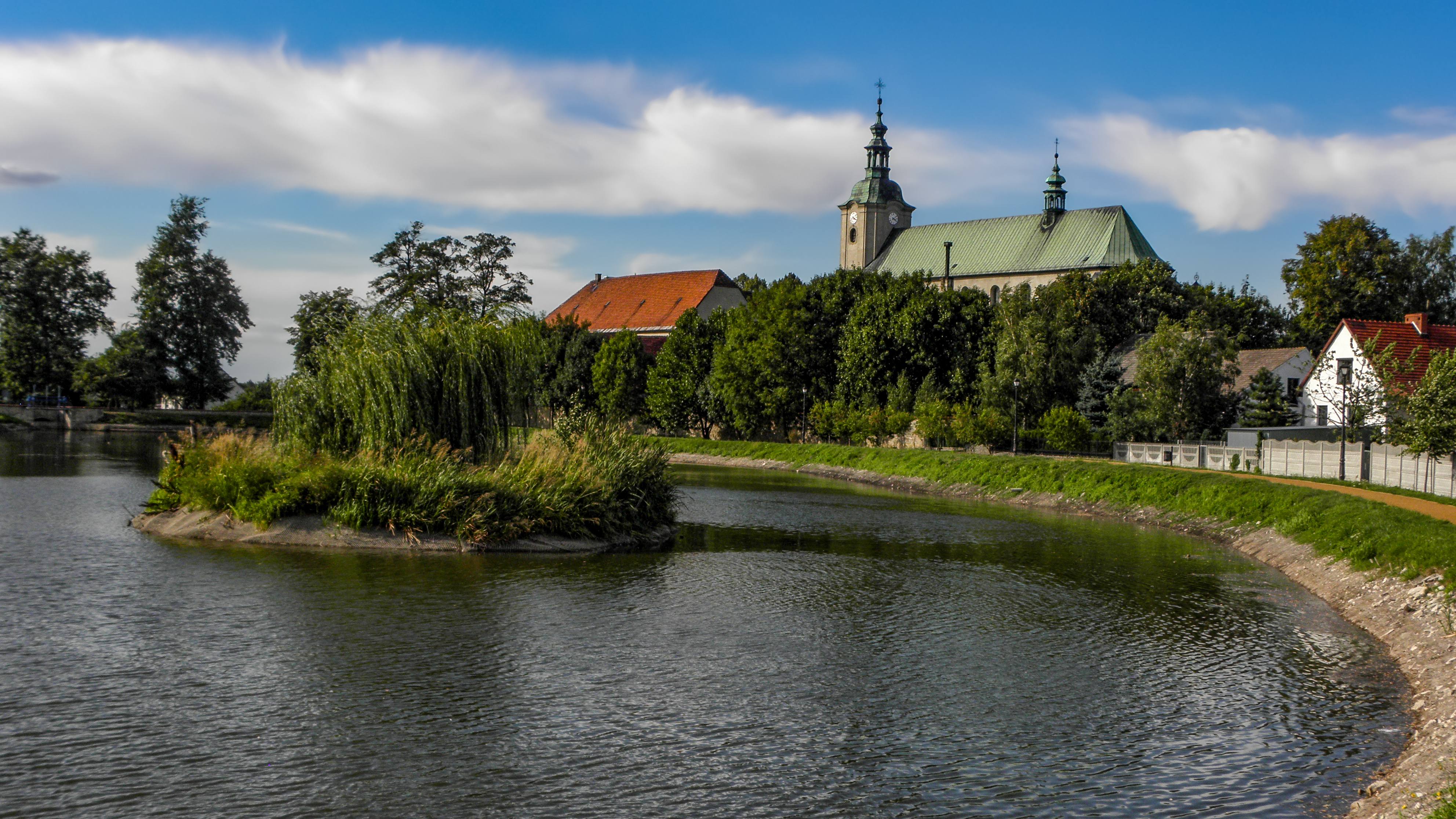
Das ehemalige Zisterzienserkloster
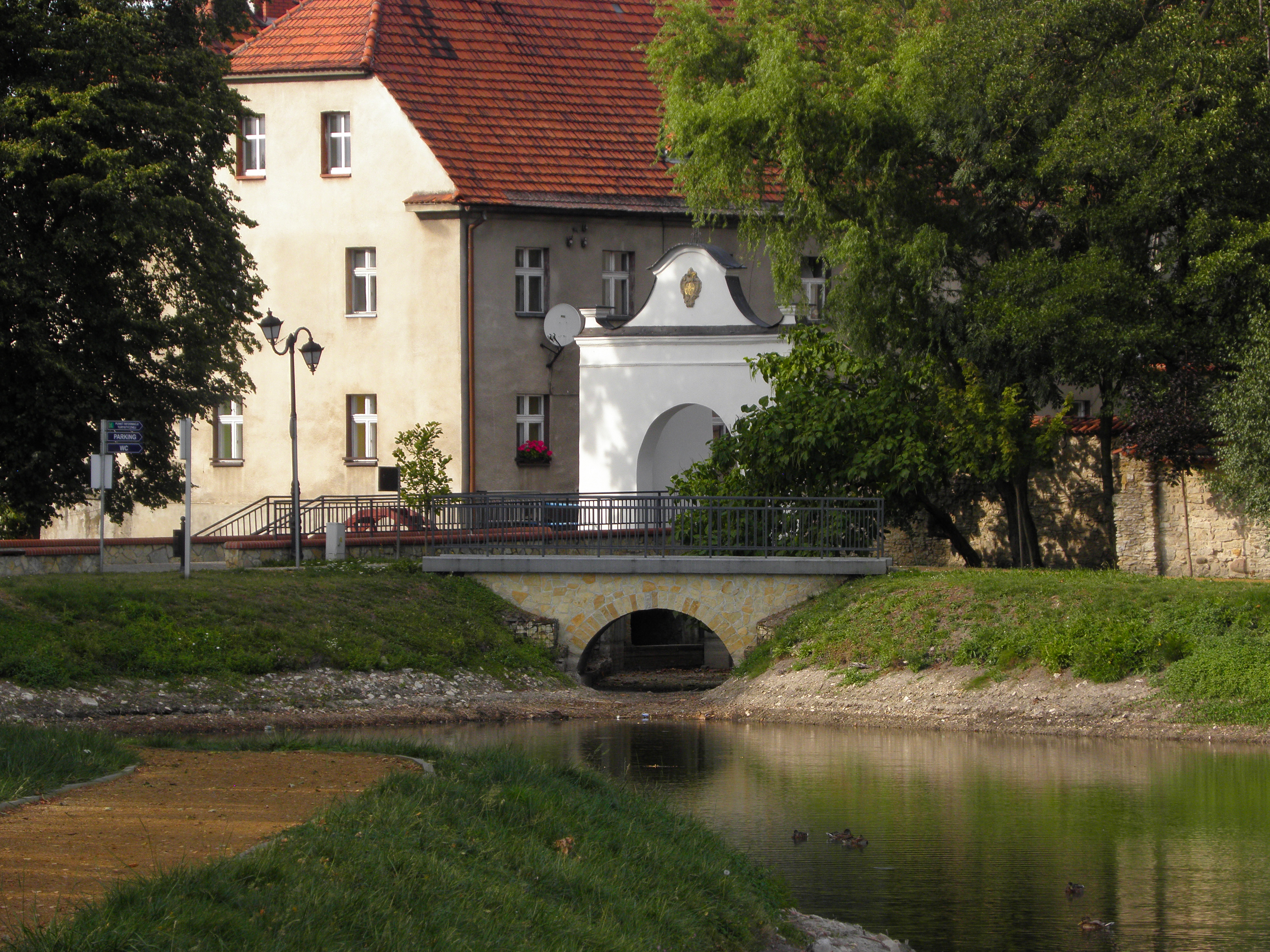
Brücke und Klostertor
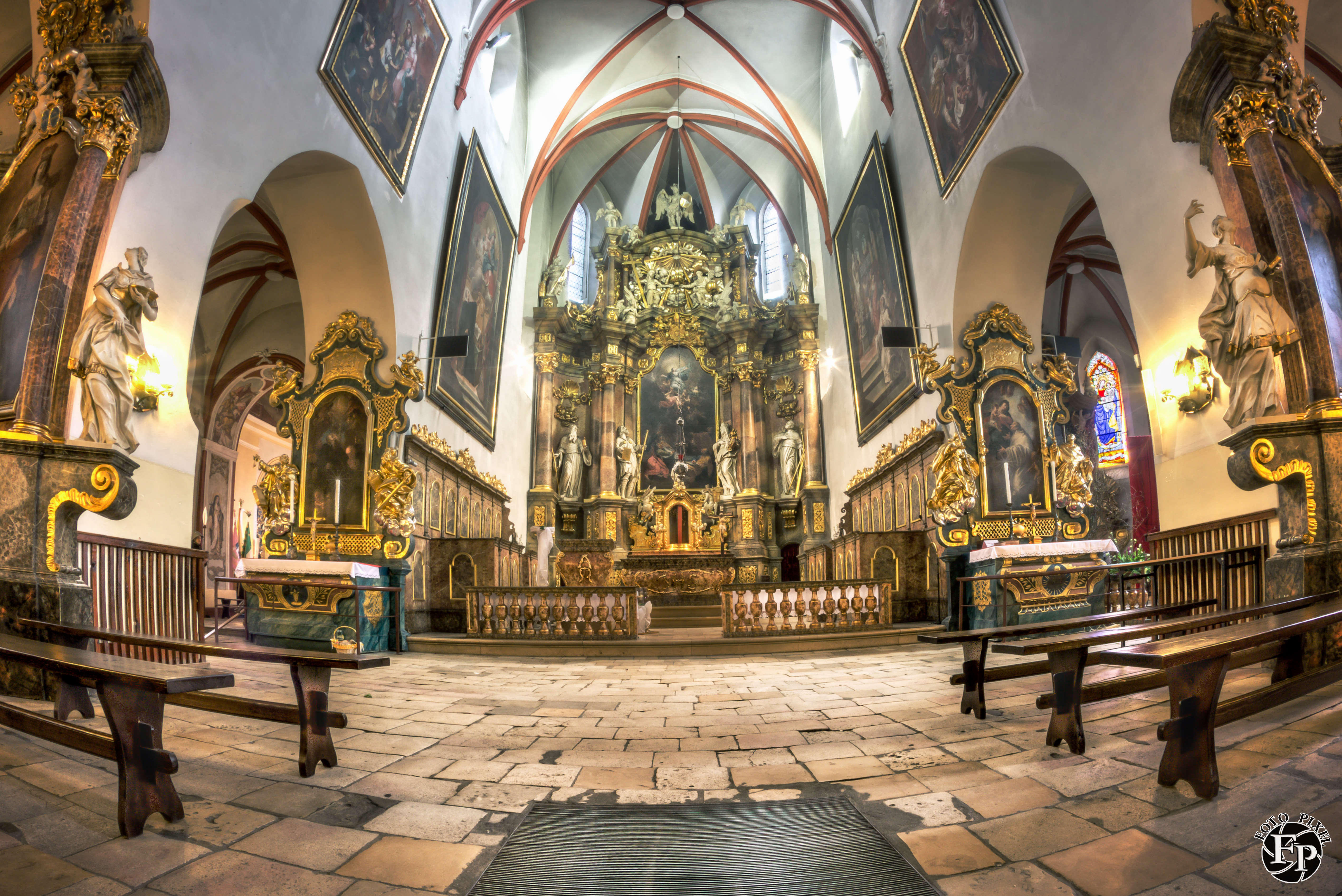
Hauptaltar Mariä Himmelfahrt
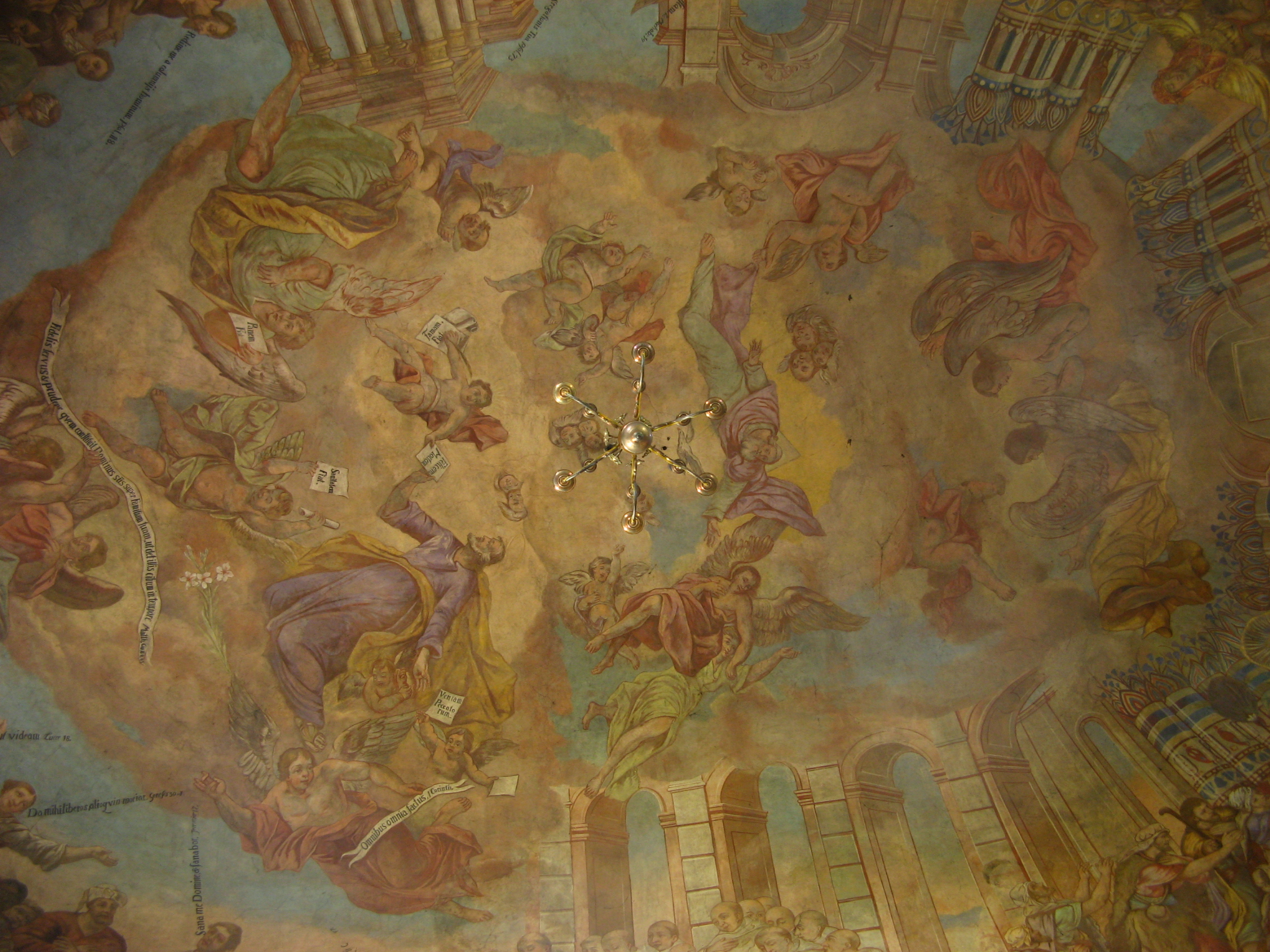
Deckengemälde im Kloster

## Kriegerdenkmäler

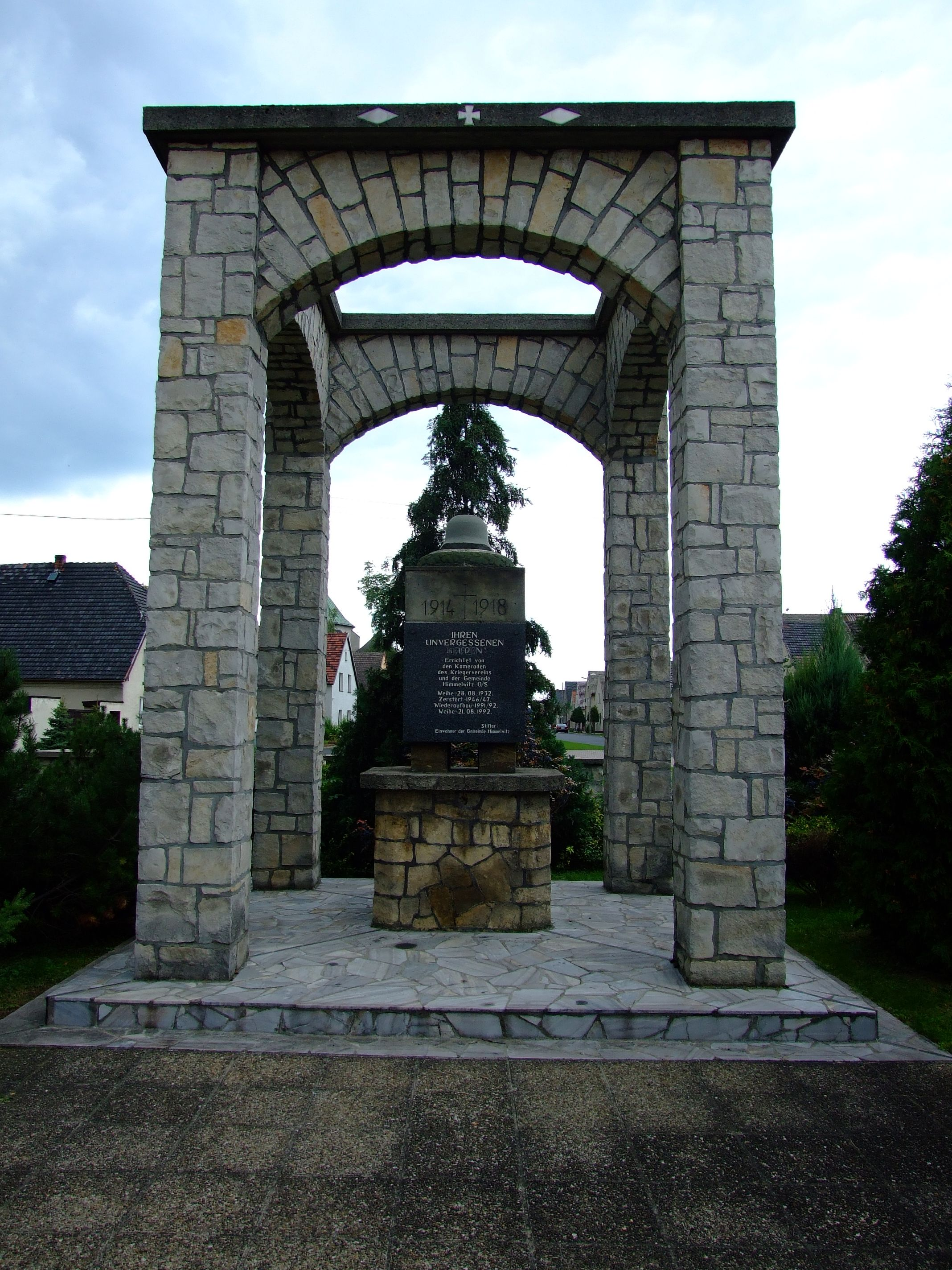
Kriegerdenkmal 1. Weltkrieg
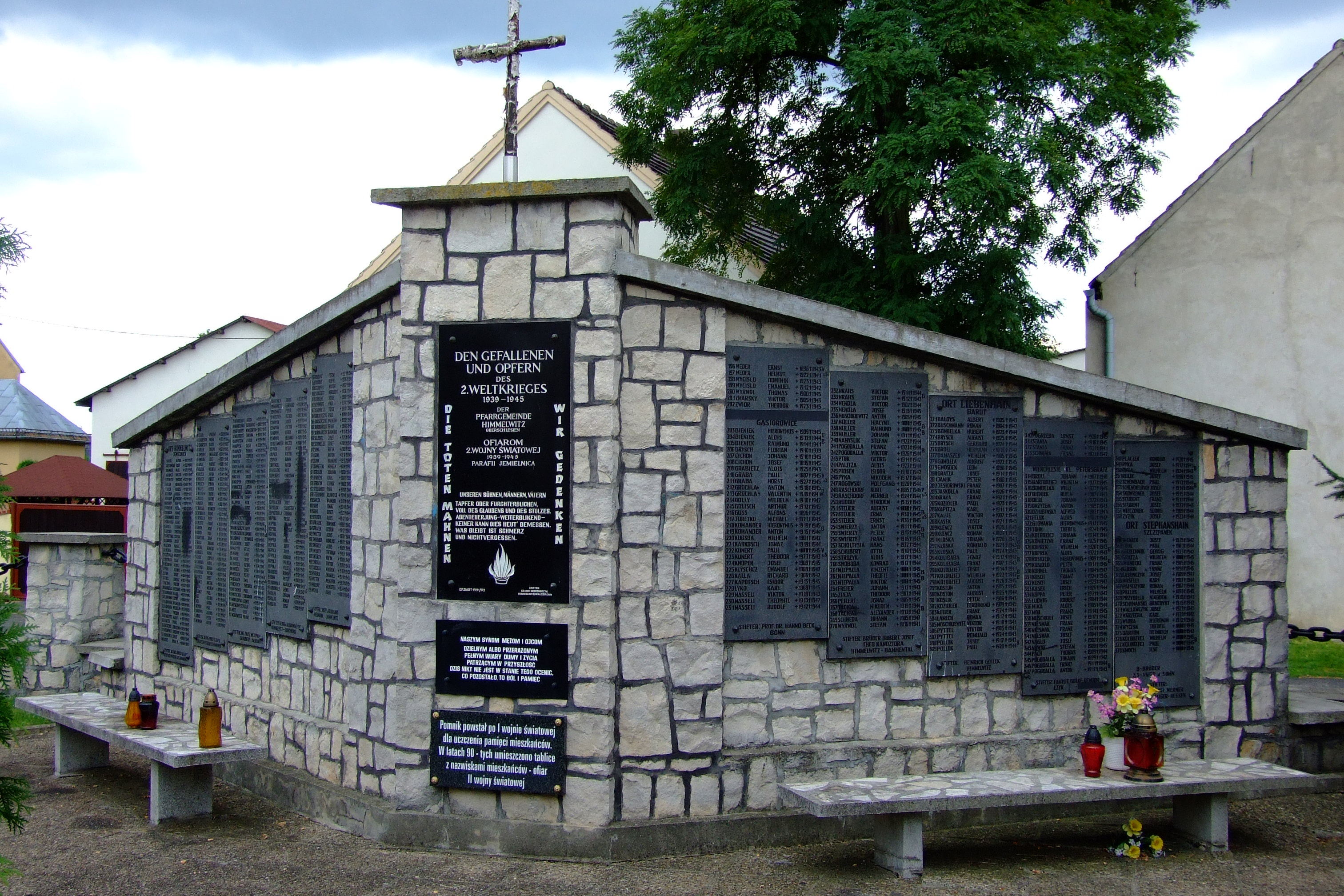
Kriegerdenkmal 2. Weltkrieg

- Kriegerdenkmal I. Weltkrieg
Laut Inschrift: 1932 erbaut, 1946/47 zerstört, 1992/1992 wieder aufgebaut.
- Kriegerdenkmal II. Weltkrieg
Laut Inschriften 1991/92 errichtet von westdeutschen Stiftern. Der Text der Tafel in der Mitte lautet:

## Sport
Der örtliche Fußballklub ist der LKS Naprzód Jemielnica.

## Partnerschaften
Die Gemeinde Himmelwitz unterhält Partnerschaften mit folgenden deutschen Gemeinden:
- Laubusch
- Wickede (Ruhr)

## Persönlichkeiten

### Söhne und Töchter des Ortes
- Piotr Jaskóła (Peter Jaskola) (* 1952), polnischer katholischer Priester und Professor der Theologie[7]
- Bertram Kandziora (* 1956), deutscher Manager
- Elisabeth Kollmannsberger, deutsche Sängerin

### Weitere Persönlichkeiten
- Karl Gratza (1820–1876), deutscher Geistlicher und Reichstagsabgeordneter
- Johannes Nucius (1556–1620), deutscher Geistlicher und Komponist
- Josef Wiessalla (1898–1945), deutscher Schriftsteller und Publizist

## Gemeinde
Die Landgemeinde Himmelwitz umfasst ein Gebiet von 113,21 km² (darunter 66 km² Wald). Laut der Volkszählung von 2002 lebten in der Gemeinde Himmelwitz 7702 Einwohner. Davon gaben 4091 Einwohner (53,1 %) die polnische Nationalität an. 2515 Personen (32,7 %) gaben eine andere Nationalität an. Darunter: 1871 Einwohner (24,3 %) mit deutscher Nationalität und 627 (8,1 %) mit der nicht anerkannten schlesischen Nationalität. 14,2 % der Bevölkerung (1096 Einwohner) gaben bei der Befragung keine Nationalität an.